# Pierre Monier
Pierre Monier o Mosnier (Blois, 17 maggio 1641 – Parigi, 29 dicembre 1703) è stato un pittore francese.

## Biografia
Pierre Monier nacque a Blois, figlio del pittore Jean Mosnier e fratello dello scultore Michael Mosnier, che scolpì una copia del Galata morente per i giardini della reggia di Versailles.
Fu suo padre ad impartirgli i primi rudimenti artistici, per poi mandarlo a Parigi per perfezionarsi sotto la supervisione di Sébastien Bourdon. Nel 1664 vinse il Prix de Rome per il suo quadro La Conquête de la Toison d’Or e, dopo aver trascorso il 1665 all'École française di Roma, tornò in patria per dipingere le Parlement assemblé afin de juger un procès pour le marquis de Locmaviaker nella cattedrale di Notre-Dame.
Alla carriera artistica ne affiancò una accademica di grande successo: non solo insegnò pittura per quasi quarant'anni all'Académie royale de peinture et de sculpture, ma scrisse anche una Storia dell'arte in tre volumi (1698).

## Galleria d'immagini

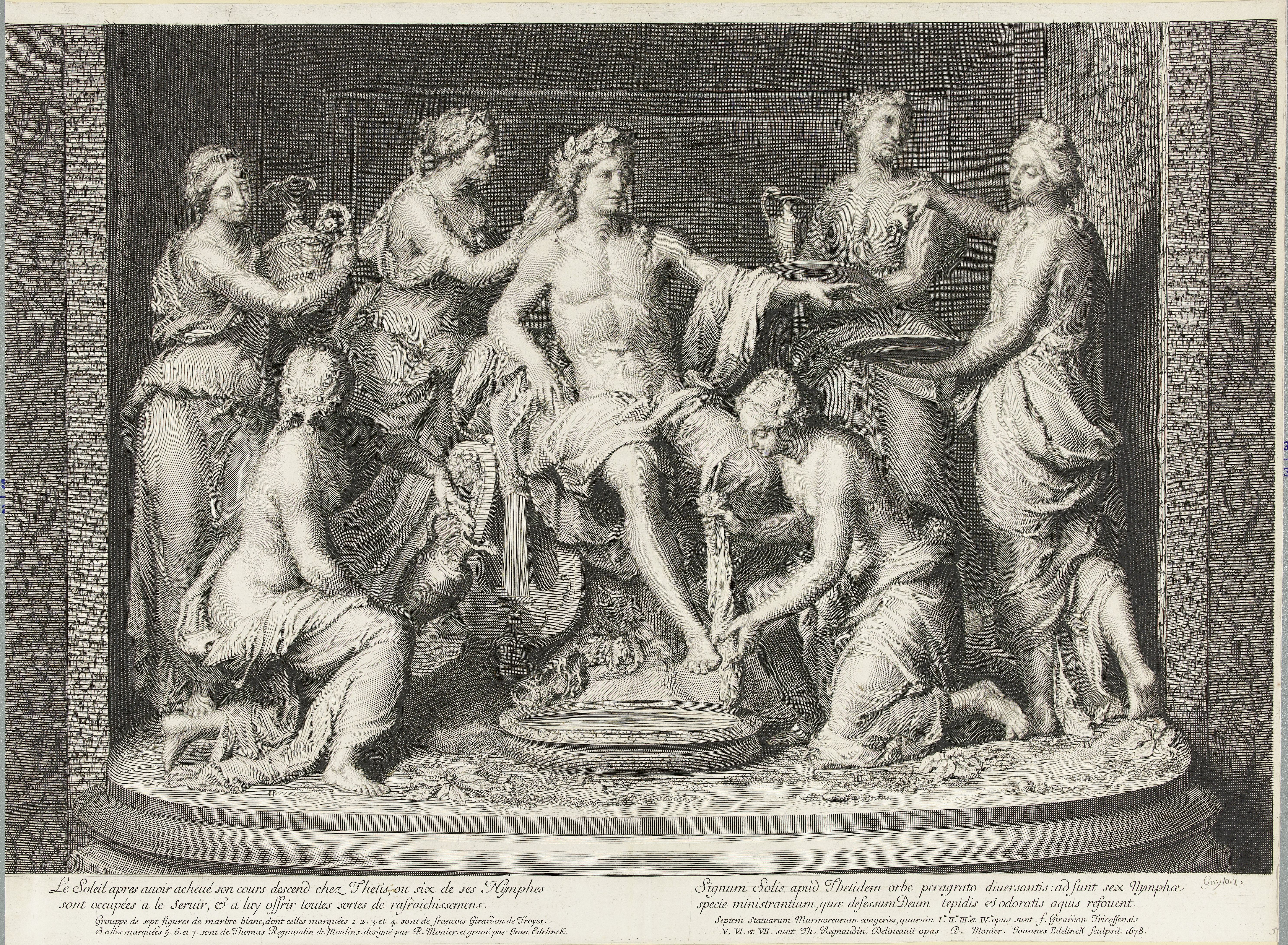
Apollo e lei sei muse (1666-1680)
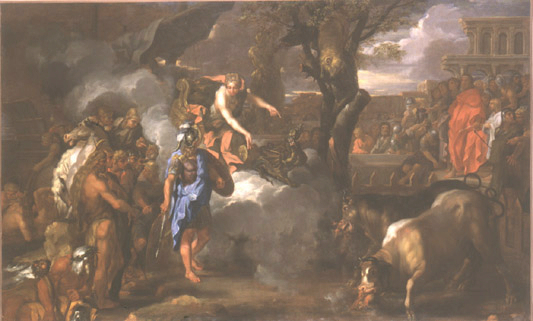
La conquista del vello d'oro, École nationale supérieure des beaux-arts (1664)